# Tre Valli Varesine 1982
La Tre Valli Varesine 1982, sessantaduesima edizione della corsa, valida come campionato nazionale in linea, si svolse il 27 giugno 1982 su un percorso di 263,8 km. La vittoria fu appannaggio dell'italiano Pierino Gavazzi, che completò il percorso in 6h25'58", precedendo i connazionali Claudio Torelli e Gianbattista Baronchelli.
Sul traguardo di Besozzo 37 ciclisti portarono a termine la competizione.

## Ordine d'arrivo (Top 10)
| Pos. | Corridore                | Squadra                  | Tempo    |
| ---- | ------------------------ | ------------------------ | -------- |
| 1    | Pierino Gavazzi          | Atala-Campagnolo         | 6h25'58" |
| 2    | Claudio Torelli          | Famcucine-Campagnolo     | s.t.     |
| 3    | Gianbattista Baronchelli | Bianchi-Piaggio          | s.t.     |
| 4    | Roberto Ceruti           | Del Tongo-Colnago        | s.t.     |
| 5    | Palmiro Masciarelli      | Famcucine-Campagnolo     | s.t.     |
| 6    | Mario Noris              | Atala-Campagnolo         | a 12"    |
| 7    | Alessandro Pozzi         | Bianchi-Piaggio          | a 14"    |
| 8    | Ennio Salvador           | Gis Gelati-Olmo          | a 35"    |
| 9    | Pierangelo Bincoletto    | Sammontana-Benotto       | a 8'00"  |
| 10   | Vittorio Algeri          | Metauro Mobili-Pinarello | s.t.     |